# Сарајевска школа поп-рока
Сарајевска школа поп рока је термин који се колективно односи на популарну музику створену између 1960. и 1991. од стране уметника и група пореклом из Сарајева.
Музика створена у овом периоду је помогла у стварању посебног идентитета за модерно Сарајево и учинила је град центром југословенског рокенрола. Регионални утицај сарајевске школе поп рока је био огроман и значајно је обликовао популарну музику у бившим југословенским републикама до данашњих дана. Почетак распад југословенских ратова и опсаде Сарајева су углавном сматрају као крај ове ере.
Корени овог покрета се могу пронаћи у 1960им када су се појавили прве локалне групе као што су Индекси и Пауци. До 1970-их сарајевска сцена је значајно порасла задржавши исте централне фигуре на челу. Сарајевске групе као што су Бијело дугме и Дивље јагоде (основане у Бихаћу), које су биле под великим утицајема прогресивних и класичних рок група као што су Дип перпл и Лед зепелин, су ускоро постале идоли омладине у земљи.
За разлику од других места, покрет није успорио са експлозијом панк рока крајем 1970-их. Тачније, старије групе су мењале стил, истражујући жанрове као што су поп и фолк, а млађе генерације музичара су уредено сврстале себе у покрет док су стасавали под утицајима као што су нови талас.
Значајне групе из каснијег периода су Плави оркестар, Забрањено пушење и Црвена јабука.